# Тайна горного подземелья
Тайна горного подземелья — советский художественный фильм, снятый режиссёром Львом Мирским в 1975 году по рассказу Максуда Ибрагимбекова «За всё хорошее — смерть».

## Сюжет
Решив предпринять небольшой переход через горы, четыре школьника в поисках убежища от разыгравшейся снежной бури через расщелину в скале попадают в пещеру. Там они находят шкаф с запасом свечей и непригодных в пищу рыбных консервов, а также скелеты людей, одетых в немецкую военную форму времён Великой Отечественной войны, бронетранспортёр и несколько ящиков с упаковками довоенных советских рублей и долларов. Утомившись в пути, друзья устраиваются на ночлег, однако ночью в горах происходит обвал и вход в пещеру заваливает камнями. Проснувшись утром, они решают, что перед уходом надо осмотреть всю пещеру и обнаруживают вход в бункер, убеждаясь, что попали на секретный военный объект гитлеровцев с складом оружия и боеприпасов. Друзья решают, что по возвращении домой о своей находке надо будет сообщить, но неожиданно находят кое-что ещё — выхода из мрачной пещеры больше нет.

## В ролях
- Павел Хлесткин — Марат
- Саша Донец — Борис
- Володя Рудько — Алик
- Инна Палехова — Кама
- Наталья Фатеева — мама Марата
- Михаил Волков — папа Марата

## Съёмочная группа
- автор сценария — Максуд Ибрагимбеков
- режиссёр-постановщик — Лев Мирский
- операторы-постановщики: Валерий Базылёв, Александр Филатов
- художник-постановщик — Борис Комяков
- композитор — Леонид Афанасьев
- текст песни «На что способен ты?» Леонида Куксо
- звукооператор — Николай Шарый
- режиссёр — Аркадий Локосов
- операторы: Ю. Милославский, Б. Филимонихин
- Симфонический оркестр Госкино СССР, дирижёр — Мартин Нерсесян
- директор картины — И. Морозов